# Karin von Faber
Karin von Faber (auch Karin Faber, gebürtig Karin von Faber du Faur, * 30. November 1938 in Berlin; † 5. November 2020) war eine deutsche Schauspielerin und Fernsehmoderatorin sowie langjährige Zeitungsjournalistin und -reporterin.

## Leben
Karin von Faber war früh verwaist. Mit 13 Jahren bewarb sie sich bei der Zeitung Der Tagesspiegel in Berlin und wurde anschließend vom Rundfunksender RIAS als Sprecherin für Jugendsendungen eingesetzt. Mit 18 Jahren gelang ihr der Sprung ins Schauspielfach. Noch im selben Jahr 1957 stand sie unter dem entadelten Namen Karin Faber mit Hans Albers und Hansjörg Felmy vor der Filmkamera (Das Herz von St. Pauli) und übernahm Synchronaufgaben bei der Kinoproduktion Die Hexen von Salem, wo sie die deutsche Stimme von Mylène Demongeot war. 
Es folgten Bühnenverpflichtungen wie etwa in der Spielzeit 1959/60, wo Karin Faber am Berliner Theater unter der Regie von Wolfgang Spier an der Seite von Kollegen wie Almut Eggert und Klaus Dahlen in dem Stück Milch und Honig von Theo Frisch-Gerlach auftrat.  Stück- bzw. Gastspielverträge führten sie aber auch in die deutsche Provinz, wie etwa an die Freilichtspiele von Schwäbisch Hall.
Im Laufe der frühen 1960er Jahre beendete Karin von Faber ihre Schauspieltätigkeit. Mit 21 Jahren wurde sie die jüngste Fernsehansagerin beim WDR. An der Seite von Carlheinz Hollmann moderierte sie von 1962 bis 1964 das NDR-Unterhaltungsformat Die aktuelle Schaubude und anschließend (1965) mit demselben Kollegen für das ZDF die Livesendung „Schaufenster“. 1966 moderierte Faber mit Ursula von Manescul die Deutschen Schlager-Festspiele 1966. Weitere Fernsehmoderationen schlossen sich an.
Von 1966 bis zu ihrer Pensionierung im Oktober 2004 war Faber 38 Jahre lang Chefreporterin der Programmzeitschrift Hörzu. In dieser Funktion interviewte sie eine Fülle von prominenten Zeitgenossen aus Medien, Politik und Kultur, darunter US-Präsident Gerald Ford, Bundeskanzler Helmut Schmidt, Pianist Artur Rubinstein, die Schriftsteller Henry Miller und Charles Bukowski sowie zahllose Hollywoodstars von Kino wie Gregory Peck oder Fernsehen wie Dr.-Kimble-Darsteller („Auf der Flucht“) David Janssen. Faber saß auch im Gremium, das über die Vergabe der jährlichen Goldenen Kamera zu entscheiden hatte.
Karin von Faber-Hirschmann lebte mit ihrem Mann in einem kleinen Ort im niedersächsischen Landkreis Harburg, wenige Kilometer südlich von Hamburg. Nach dessen Tod wurde das Haus verkauft und Karin von Faber lebte in einer Wohnung in Hamburg.

## Filmografie
- 1957: Die Beine von Dolores
- 1957: Das Herz von St. Pauli
- 1959: Alt Heidelberg
- 1961: Barabbas